# Nectriàcies
Nectriaceae és una família de fongs dins l'ordre Hypocreales.

## Alguns gèneres
- Albonectria
- Allonectella
- Calonectria
- Calostilbe
- Chaetonectrioides
- Corallomycetella
- Cosmospora
- Cylindrocarpon
- Fusarium
- Gibberella
- Glionectria
- Haematonectria
- Hypomyces
- Lanatonectria
- Lasionectria
- Leuconectria
- Metarhizium
- Nectria
- Nectricladiella
- Neocosmospora
- Neonectria
- Ophionectria
- Persiciospora
- Pleogibberella
- Pseudonectria
- Rubrinectria
- Stalagmites
- Tubercularia
- Viridispora
- Xenocalonectria
- Xenonectriella
- Zythiostroma